# Johannes Grohe

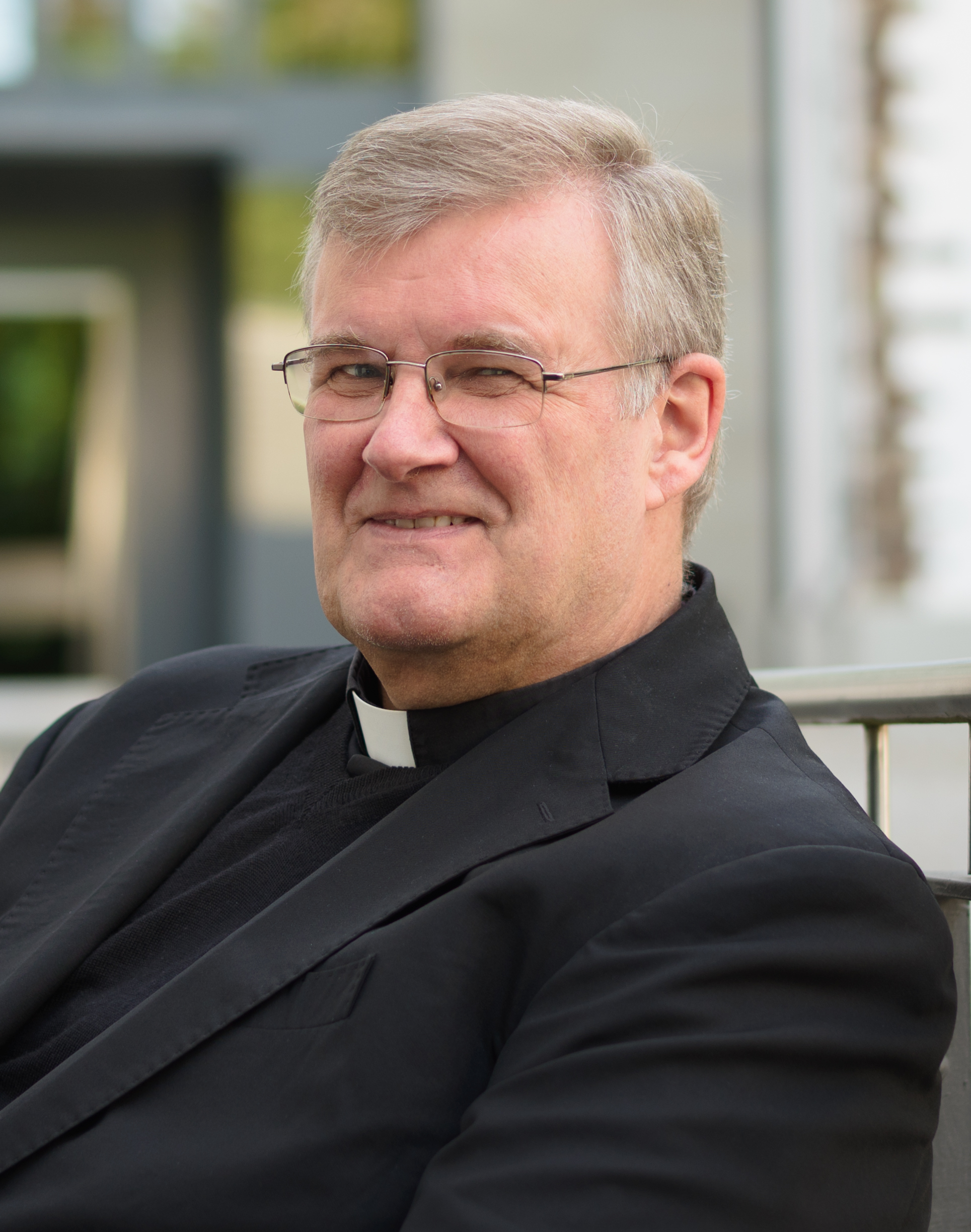
Johannes Grohe (2018)

Johannes Grohe (* 7. März 1954 in Trier) ist ein deutscher katholischer Theologe und Historiker.

## Biografie
Grohe studierte nach dem Abitur am Friedrich-Wilhelm-Gymnasium von 1973 bis 1978 Geschichte und Pädagogik an den Universitäten Bonn und Aachen (1978 Staatsexamen in Aachen) sowie Philosophie und Theologie in Rom, Pamplona und Augsburg (1981 Lizentiat in Theologie in Pamplona, 1988 Dr. theol. in Augsburg mit der Arbeit: „Die Überwindung des Abendländischen Schismas für den Bereich der Krone von Aragón im Spiegel der konziliaren Tätigkeit 1418–1429“).
1980 wurde Grohe für die Prälatur Opus Dei zum Priester geweiht. Von 1981 bis 1985 und 1986/87 war er wissenschaftlicher Assistent am Lehrstuhl für Kirchengeschichte des Mittelalters und der Neuzeit der Universität Augsburg (Lehrstuhlinhaber: Walter Brandmüller), 1985–1986 Stipendiat des Freistaates Bayern (Stipendium nach dem Gesetz zur Förderung des wissenschaftlichen und künstlerischen Nachwuchses). Seit Beginn seiner Augsburger Studienzeit nimmt Grohe am von Walter Brandmüller ins Leben gerufenen Forschungsprojekt «Konziliengeschichte» teil, mit Studienaufenthalten in Archiven und Bibliotheken in Spanien sowie Teilnahme an und Organisation von Internationalen Symposien zur Konziliengeschichte.
Grohe war ab 1994 Redakteur und später Schriftleiter der von Walter Brandmüller und Remigius Bäumer begründeten und im Verlag Ferdinand Schöningh erscheinenden Internationalen Zeitschrift für Konziliengeschichtsforschung «Annuarium Historiae Conciliorum» (AHC), deren Herausgeber er seit 2008 (seit 2016 zusammen mit Thomas Prügl, Wien / Jahrgang 60 (2020) unter dem Titel Annales Historiae Conciliorum) ist. Von 1993 bis 1997 war er Gymnasiallehrer für katholische Religion am Mädchengymnasium Jülich. 1997 wurde er Professor für Mittelalterliche Kirchengeschichte an der Päpstlichen Universität Santa Croce in Rom, dabei 1998–2005 Vorstand des Dipartimento di Storia della Chiesa.
Seine Lehr- und Forschungsschwerpunkte sind Kirchengeschichte des Mittelalters und Konziliengeschichte. An den römischen Universitäten Pontificia Università Gregoriana und Pontificia Università S. Tommaso d’Aquino nahm er Lehraufträge wahr. 2024 wurde er emeritiert und an der Päpstlichen Universität Santa Croce bei einem Festakt mit einer Festschrift verabschiedet.
Seit 2010 ist Grohe Mitglied des Direktoriums des Römischen Instituts der Görres-Gesellschaft, von 2012 bis 2024 war er dessen Vizedirektor. Seit 2013 ist er Vorstandsmitglied der Stiftung zur Förderung des Römischen Instituts der Görres-Gesellschaft.
Seit Ende seiner Lehrtätigkeit in Rom lebt Grohe in Aachen.

## Veröffentlichungen (Auswahl)
- Die Synoden im Bereich der Krone Aragón von 1418 bis 1429; F. Schöningh, Paderborn [etc.] 1991 (= Konziliengeschichte. Reihe A., Darstellungen)[4]
- Synodus: Beiträge zur Konzilien- und allgemeinen Kirchengeschichte. Festschrift Walter Brandmüller, herausgegeben von Remigius Bäumer, Johannes Grohe ... [et al.]. F. Schöningh, Paderborn [etc.] 1997.
- I Padri e le scuole teologiche nei concili: atti dell’VII Simposio internazionale della Facoltà di Teologia della Pontificia Università della Santa Croce, Roma, 6–7 marzo 2003, a cura di Johannes Grohe, Jerónimo Leal, Vito Reale. Libreria Editrice Vaticana, Città del Vaticano 2006.
- Begegnung der Kirche in Ost und West. Historisch-theologische Beiträge: Festschrift zum 70. Geburtstag von Petar Vrankić, hg. v. Johannes Grohe, Gregor Wurst, Zvjezdan Strika und Hermann Fischer. EOS-Verlag, St. Ottilien 2017.
- Historische Intuitionen – Hommage an Joseph Ratzinger/Papst Benedikt XVI. Hrsg. Stefan Heid und Johannes Grohe. Herder, Freiburg 2024.
- Das II. Vatikanische Konzil im Gesamt der Ökumenischen Konzilien, in: Annuarium Historiae Conciliorum 43 (2011): pp. 1–18
- Storia del Filioque prima del 1014 e il suo inserimento nel Credo, in: Mauro Gagliardi (Hrsg.), Il Filioque. A mille anni del suo inserimento nel Credo a Roma (1014–2014). Atti del Convegno di Studi, Ateneo Pontificio «Regina Apostolorum», Roma (27–28 novembre 2014), Libreria Editrice Vaticana: Città del Vaticano 2015, pp. 15–38
- Church Synods in the Province of Zaragoza under Archbishop García Fernández de Heredia (1387–1411), in: Martin Berntson and Anna Minara Ciardi (ed.), Kyrklig rätt och Kyrklig orätt (Ecclesiastical law and Ecclesiastical crime). Festskrift till Professor Bertil Nilsson, Artos & Norma: Skelleftea 2016, pp. 425–444
- Deposizioni, Abdicazioni e Rinuncie al Pontificato tra 1046 e 1449, in: Chiesa e Storia. Rivista dell’Associazione Italiana dei Professori di Storia della Chiesa 4 (2014), pp. 55–72
- Der Campo Santo Teutonico und die katholischen Pilger- und Krankenhospize als nationale Anlaufstellen, in: Päpstlichkeit und Patriotismus. Der Campo Santo Teutonico: Ort der Deutschen in Rom zwischen Risorgimento und Erstem Weltkrieg (1870–1918), hg. v. Stefan Heid und Karl-Joseph Hummel. Herder, Freiburg i.Br. 2018, pp. 547–575
- Il concetto di «Vorreformation» sulla scorta di Joseph Lortz e Hubert Jedin, in: Lutero 500 anni dopo. Una rilettura della Riforma luterana nel suo contesto storico ed ecclesiale. Raccolta di studi in occasione del V centenario (1517–2017), a cura di Gert Melville - Josep-Ignasi Saranyana i Closa. Libreria Editrice Vaticana, Città del Vaticano 2019, pp. 125–146
- «Quondam Papa». La rinuncia al tempo dello scisma d’Occidente, in: Papa, non più papa. La rinuncia pontificia nella storia e nel diritto canonico, a cura di Amedeo Feniello e Mario Prignano. Viella Libreria Editrice, Rom 2022, pp. 43–55
- Sinodi e sinodalità della Chiesa nella Storia, in: Annales Theologici 36 (2022), pp. 359–383
- Päpste als Propheten und Interpreten der Entweltlichung der Kirche, in: Historische Intuitionen – Hommage an Joseph Ratzinger/Papst Benedikt XVI. pp. 378–394.
- Johannes Grohe schrieb zahlreiche Artikel für das Biographisch-Bibliographische Kirchenlexikon (BBKL).